# Baboua Sub-Prefecture
Baboua Sub-Prefecture är en subprefektur i Centralafrikanska republiken.   Den ligger i prefekturen Préfecture de la Nana-Mambéré, i den västra delen av landet, 400 km väster om huvudstaden Bangui. Antalet invånare är 16 000. Baboua Sub-Prefecture gränsar till Abba och Bouar Sub-Prefecture. 
I omgivningarna runt Baboua Sub-Prefecture växer huvudsakligen savannskog. Runt Baboua Sub-Prefecture är det mycket glesbefolkat, med 7 invånare per kvadratkilometer.